# さくら3号b
さくら3号b (CS-3b) は、宇宙開発事業団 (NASDA) が打ち上げた静止通信衛星である。

## 打ち上げ
1988年（昭和63年）9月16日、H-Iロケット4号機により、種子島宇宙センターから打ち上げられた。

## 目的
離島を含む国内の中継回線や臨時通信回線の確保、多様化する通信需要に対処すること及び通信衛星に関する技術の開発を目的とした。

## 軌道
近地点距離 200 km、遠地点距離 37200 km、軌道傾斜角約28度のトランスファ軌道に投入された後、1988年9月19日にアポジ噴射が行われ、静止軌道に投入された（最終的には1988年11月末に東経136度への移動を実施）。